# Ґлінкі (Остроленцький повіт)
Ґлінкі (пол. Glinki) — село в Польщі, у гміні Бараново Остроленцького повіту Мазовецького воєводства.
Населення — 32 особи (2011).
У 1975-1998 роках село належало до Остроленцького воєводства.

## Демографія
Демографічна структура станом на 31 березня 2011 року:
|          | Загалом | Допрацездатний вік | Працездатний вік | Постпрацездатний вік |
| -------- | ------- | ------------------ | ---------------- | -------------------- |
| Чоловіки | 13      | 2                  | 11               | 0                    |
| Жінки    | 19      | 5                  | 11               | 3                    |
| Разом    | 32      | 7                  | 22               | 3                    |